# Череда волосистая
Череда волосистая (лат. Bidens pilosa) — вид травянистых растений рода Череда (Bidens) семейства Астровые (Asteraceae).
В России является карантинным сорняком.

## Ботаническое описание
Однолетнее растение до 1,2 м высоты. Стебель прямостоячий, простой или разветвленный, голый. Черешки 2,5—7(8) см длины, голые. Листья супротивные, от цельных (преимущественно две-три нижние пары, 7—10 см длины и 4—5 см ширины) до тройчатых, их листочки яйцевидные или продолговато-ланцетные, на верхушке острые или оттянутые, по краю крупнопильчатые, по жилкам более менее опушенные короткими согнутыми жесткими волосками, в основании ширококлиновидные или почти усеченные; верхушечный листочек 8—11 см длины и 3—4 см ширины, на длинном черешочке, почти в два раза крупнее сидячих боковых.
Корзинки около 5 мм ширины, более высокие, чем широкие, чаще одиночные на верхушках стебля и ветвей, на ножках от 8 до 11 см длины, в основании опушенные. Обёртка двурядная, трубчатая, её наружные листочки зеленые, листочковидные, в числе 8—9, 5—6 мм длины и до 1,5 мм ширины, лопатчатые, на верхушке коротко остроконечные, по краю реснитчатые, внутренние листочки 6 мм длины и 2 мм ширины, продолговато-ланцетные, с широким беловатым перепончатым краем, на верхушке тупые и здесь опушенные короткими белыми волосками.
Краевые цветки в небольшом количестве, с очень короткими белыми язычками, нередко отсутствуют. Цветки диска трубчатые, желтые, с красноватыми жилками; венчик 3—4,5 мм длины, с 5 зубцами, его зауженная часть почти в 2 раза короче расширенной. Семянки темно-бурые, линейные, 4-угольные, 5—12 (13) мм длины, на верхушке с 2—4 остями, опушенные рассеянными, вверх направленными короткими щетинистыми волосками, сидящими на бугорках.

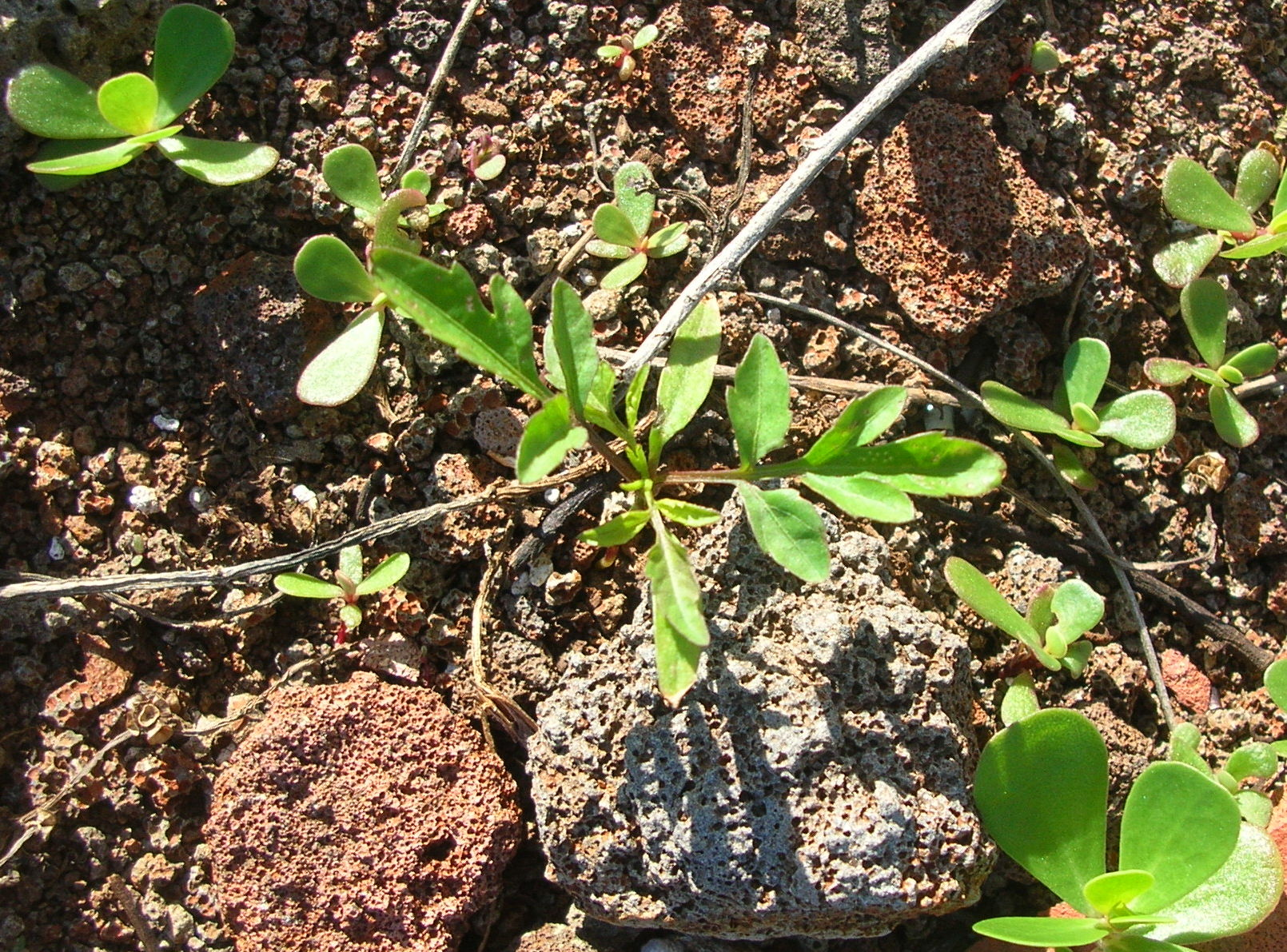
Проросток
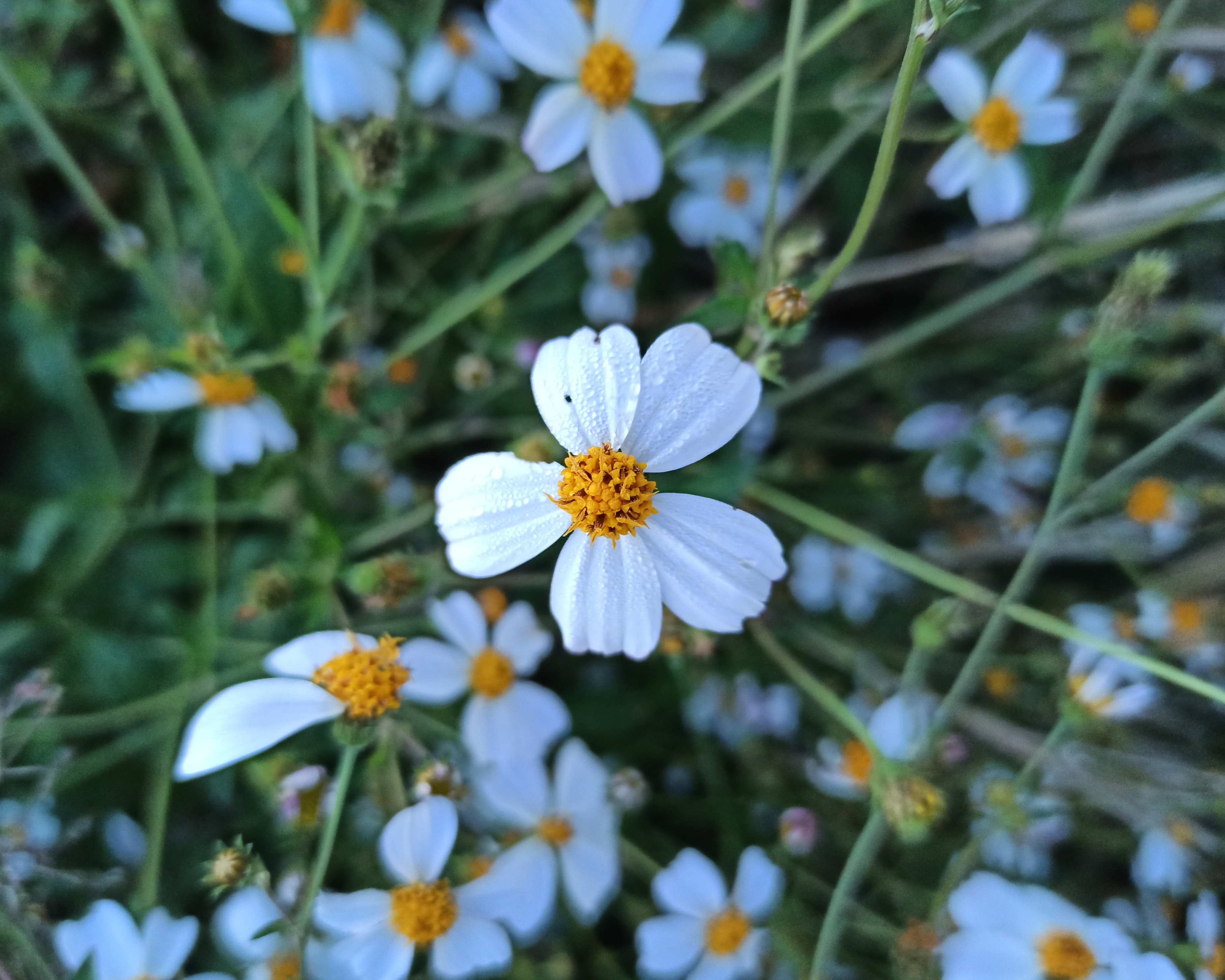
Цветки
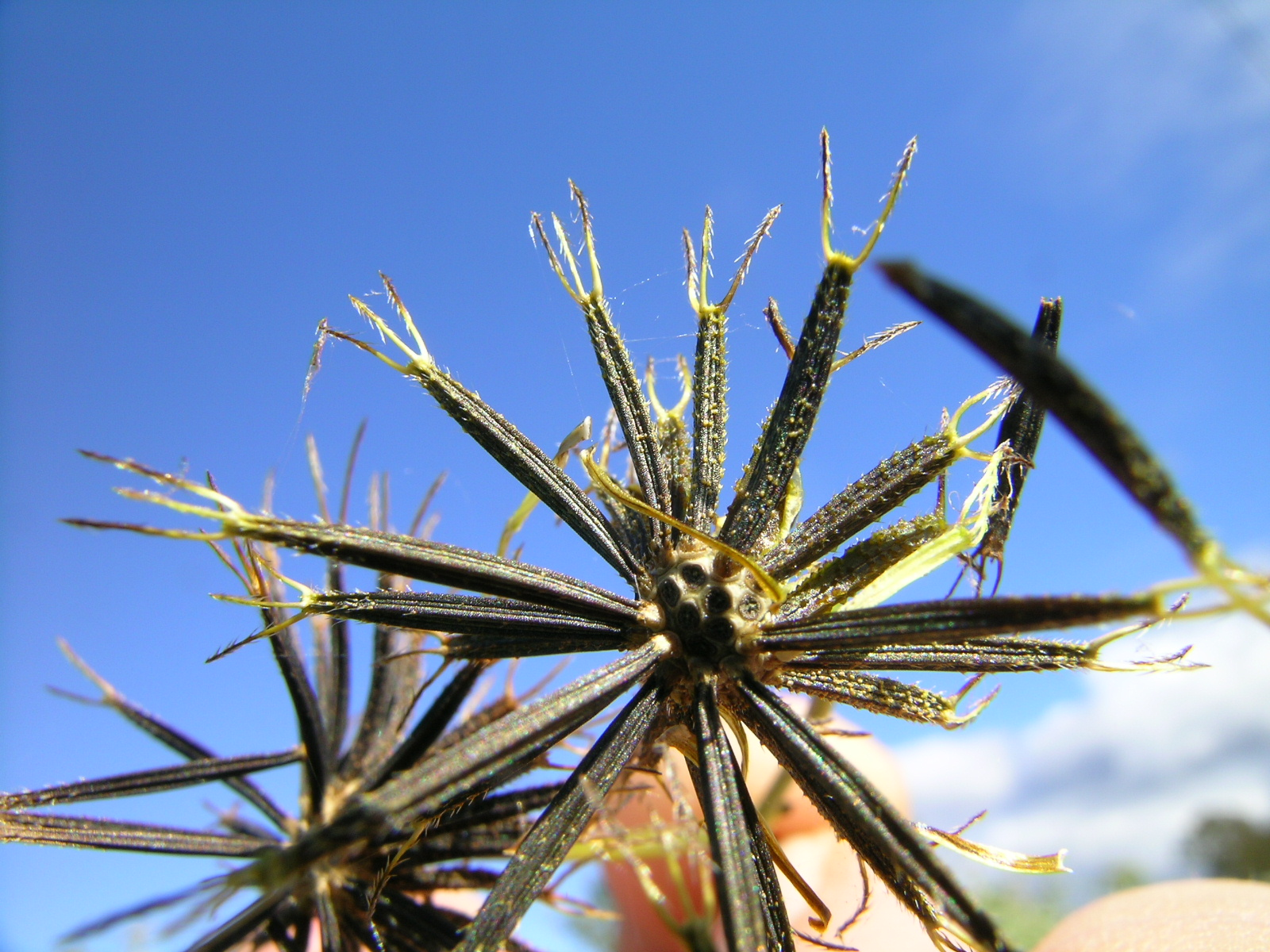
Плоды